# A (album d'Ayumi Hamasaki)
Pour les articles homonymes, voir A.
Singles de Ayumi Hamasaki
Boys and Girls
(1999) Appears
(1999)
A est le 10e single de Ayumi Hamasaki sorti sous le label Avex Trax, en 1999, ou son 11e single au total en comptant Nothing from Nothing attribué à Ayumi en 1995.

## Présentation
Le single sort le 11 août 1999 au Japon sous le label Avex Trax, produit par Max Matsuura, écrit par Hamasaki et composé par Dai Nagao (alias DAI). Il ne sort qu'un mois après le précédent single de la chanteuse : Boys & Girls. C'est son troisième single à atteindre la 1re place du classement de l'Oricon. Il se vend à 508 940 exemplaires la première semaine, et reste classé pendant 18 semaines, pour un total de 1 630 540 ventes durant cette période ; c'est le deuxième single de la chanteuse à dépasser le million de ventes, et il reste en 2010 le single le plus vendu de sa carrière. Deux autres versions du single au format vinyle sortiront deux mois plus tard le 6 octobre 1999, A - side TYO et A - side NYC, contenant sur deux disques uniquement les six versions remixées figurant en supplément sur le single CD.
C'est le premier disque de Ayumi Hamasaki comportant un logo « A » stylisé, qui sera modifié dans sa forme définitive sur le disque suivant. Bien qu'officiellement présenté comme un single, le disque contient en fait quatorze titres, pour un total de plus d'une heure d'écoute, ce qui fait que la Recording Industry Association of Japan le considère de son côté comme un album. Le disque est présenté comme un single « quadruple face A », contenant quatre chansons principales (Monochrome, Too Late, Trauma, et End Roll, A n'étant que le titre du disque), une version remixée de chacune d'elles, leurs versions instrumentales, et deux versions remixées supplémentaires en bonus. 
En plus de l'édition régulière contenant un CD imprimé en noir et débutant par le titre Monochrome, sortent d'abord quatre éditions limitées du disque contenant les mêmes titres mais dans un ordre différent : une avec un CD imprimé en rouge débutant aussi par Monochrome, une avec un CD bleu débutant par Too Late, une avec un CD vert débutant par Trauma, et une avec un CD orange débutant par End roll. Sortiront ensuite une cinquième édition limitée avec un CD doré débutant par Monochrome à l'occasion du million d'exemplaires vendus, puis une sixième avec un CD à couche d'or débutant par Trauma à l'occasion du million et demi de ventes.
Les chansons ont été utilisées comme thèmes musicaux pour des campagnes publicitaires : Trauma et Monochrome  pour la marque JT Peach Water, Too Late pour la marque Honda Giorno Crea, et End Roll (Hal's Mix) pour la marque Morinaga. 
Les quatre chansons du disque figureront sur l'album Loveppears qui sortira deux mois plus tard, puis dans des versions remixées en 2000 et 2001 sur les albums de remix Super Eurobeat presents ayu-ro mix, Ayu-mi-x II version US+EU, Ayu-mi-x II version JPN, Ayu-mi-x II version Non-Stop Mega Mix, et Cyber Trance presents ayu trance.
Seules les chansons Trauma et End Roll figureront sur la compilation A Best de 2001, et seule Monochrome figurera sur la compilation A Complete: All Singles de 2008. 
La chanson End Roll sera aussi remixée sur l'album de remix Ayu-mi-x II version Acoustic Orchestra, et Trauma le sera aussi sur les albums Cyber Trance presents ayu trance 2 et Ayu-mi-x 4 + selection Non-Stop Mega Mix Version.

## Liste des titres
Toutes les paroles sont écrites par Ayumi Hamasaki, toute la musique est composée par D・A・I.
| 1.  | Monochrome (monochrome)                           | Mix : Dave Ford        | 4:28 |
| 2.  | Too Late (too late)                               | Mix : Dave Ford        | 4:19 |
| 3.  | Trauma                                            | Mix : Steve Churchyard | 4:17 |
| 4.  | End Roll (End roll)                               | Mix : Steve Churchyard | 4:48 |
| 5.  | Monochrome "Keith Litman's Big City Vocal Mix"    | Keith Litman           | 9:34 |
| 6.  | Too Late "Razor 'N Guido Remix"                   | Razor 'N Guido         | 8:12 |
| 7.  | Trauma "Heavy Shuffle Mix"                        | Naoki Atsumi           | 6:09 |
| 8.  | End Roll "HAL's Mix"                              | HΛL                    | 4:16 |
| 9.  | Monochrome (Instrumental)                         | Mix : Dave Ford        | 4:30 |
| 10. | Too Late (Instrumental)                           | Mix : Dave Ford        | 4:19 |
| 11. | Trauma (Instrumental)                             | Mix : Steve Churchyard | 4:16 |
| 12. | End Roll (Instrumental)                           | Mix : Steve Churchyard | 4:48 |
| 13. | End Roll "Neuro-mantic Mix" (bonus track)         | Ko-I                   | 5:08 |
| 14. | Monochrome "Dub's full color Remix" (bonus track) | Izumi "D.M.X" Miyazaki | 6:42 |

| 1.  | Too Late (too late)                               | Mix : Dave Ford        | 4:19 |
| 2.  | Trauma                                            | Mix : Steve Churchyard | 4:17 |
| 3.  | End Roll (End roll)                               | Mix : Steve Churchyard | 4:48 |
| 4.  | Monochrome (monochrome)                           | Mix : Dave Ford        | 4:28 |
| 5.  | Too Late "Razor 'N Guido Remix"                   | Razor 'N Guido         | 8:12 |
| 6.  | Trauma "Heavy Shuffle Mix"                        | Naoki Atsumi           | 6:09 |
| 7.  | End Roll "HAL's Mix"                              | HΛL                    | 4:16 |
| 8.  | Monochrome "Keith Litman's Big City Vocal Mix"    | Keith Litman           | 9:34 |
| 9.  | Too Late (Instrumental)                           | Mix : Dave Ford        | 4:19 |
| 10. | Trauma (Instrumental)                             | Mix : Steve Churchyard | 4:16 |
| 11. | End Roll (Instrumental)                           | Mix : Steve Churchyard | 4:48 |
| 12. | Monochrome (Instrumental)                         | Mix : Dave Ford        | 4:30 |
| 13. | End Roll "Neuro-mantic Mix" (bonus track)         | Ko-I                   | 5:08 |
| 14. | Monochrome "Dub's full color Remix" (bonus track) | Izumi "D.M.X" Miyazaki | 6:42 |

| 1.  | Trauma                                            | Mix : Steve Churchyard | 4:17 |
| 2.  | End Roll (End roll)                               | Mix : Steve Churchyard | 4:48 |
| 3.  | Monochrome (monochrome)                           | Mix : Dave Ford        | 4:28 |
| 4.  | Too Late (too late)                               | Mix : Dave Ford        | 4:19 |
| 5.  | Trauma "Heavy Shuffle Mix"                        | Naoki Atsumi           | 6:09 |
| 6.  | End Roll "Hal's Mix"                              | HΛL                    | 4:16 |
| 7.  | Monochrome "Keith Litman's Big City Vocal Mix"    | Keith Litman           | 9:34 |
| 8.  | Too Late "Razor 'N Guido Remix"                   | Razor 'N Guido         | 8:12 |
| 9.  | Trauma (Instrumental)                             | Mix : Steve Churchyard | 4:16 |
| 10. | End Roll (Instrumental)                           | Mix : Steve Churchyard | 4:48 |
| 11. | Monochrome (Instrumental)                         | Mix : Dave Ford        | 4:30 |
| 12. | Too Late (Instrumental)                           | Mix : Dave Ford        | 4:19 |
| 13. | End Roll "Neuro-mantic Mix" (bonus track)         | Ko-I                   | 5:08 |
| 14. | Monochrome "Dub's full color Remix" (bonus track) | Izumi "D.M.X" Miyazaki | 6:42 |

| 1.  | End Roll (End roll)                               | Mix : Steve Churchyard | 4:48 |
| 2.  | Monochrome (monochrome)                           | Mix : Dave Ford        | 4:28 |
| 3.  | Too Late (too late)                               | Mix : Dave Ford        | 4:19 |
| 4.  | Trauma                                            | Mix : Steve Churchyard | 4:17 |
| 5.  | End Roll "HAL's Mix"                              | HΛL                    | 4:16 |
| 6.  | Monochrome "Keith Litman's Big City Vocal Mix"    | Keith Litman           | 9:34 |
| 7.  | Too Late "Razor 'N Guido Remix"                   | Razor 'N Guido         | 8:12 |
| 8.  | Trauma "Heavy Shuffle Mix"                        | Naoki Atsumi           | 6:09 |
| 9.  | End Roll (Instrumental)                           | Mix : Steve Churchyard | 4:48 |
| 10. | Monochrome (Instrumental)                         | Mix : Dave Ford        | 4:30 |
| 11. | Too Late (Instrumental)                           | Mix : Dave Ford        | 4:19 |
| 12. | Trauma (Instrumental)                             | Mix : Steve Churchyard | 4:16 |
| 13. | End Roll "Neuro-mantic Mix" (bonus track)         | Ko-I                   | 5:08 |
| 14. | Monochrome "Dub's full color Remix" (bonus track) | Izumi "D.M.X" Miyazaki | 6:42 |

## Éditions vinyles

### A - side TYO
Singles par Ayumi Hamasaki
Two of us A - side NYC
A - side TYO (pour "Tokyo") est un maxi 45 tours au format disque vinyle de Ayumi Hamasaki. Il sort en édition limitée le 6 octobre 1999 au Japon sous le label indépendant Rhythm Republic affilié à Avex Trax, le même jour que le disque similaire A - side NYC. Il contient les quatre titres remixés par des DJs japonais figurant sur le dixième single CD de la chanteuse, A, sorti deux mois auparavant le 11 août, avec une photo identique sur la pochette mais de couleur argentée.
| A1. | Monochrome "Dub's full color Remix" (monochrome) | 6:42 |
| A2. | End Roll "HAL's Mix" (End roll)                  | 4:16 |
| B1. | Trauma "Heavy Shuffle Mix"                       | 6:09 |
| B2. | End Roll "Neuro-mantic Mix" (End roll)           | 5:08 |

### A - side NYC
Singles par Ayumi Hamasaki
A - side NYC
(1999) Super Eurobeat J-Euro 1
(1999)
A - side NYC (pour "New York City") est un maxi 45 tours au format disque vinyle de Ayumi Hamasaki. Il sort en édition limitée le 6 octobre 1999 au Japon sous le label indépendant Rhythm Republic affilié à Avex Trax, le même jour que le disque similaire A - side TYO. Il contient les deux titres remixés par des DJs américains figurant sur le dixième single CD de la chanteuse, A, sorti deux mois auparavant le 11 août, avec une photo identique sur la pochette mais de couleur dorée.
| A1. | Too Late "Razor 'N Guido Remix" (too late)                  | 8:12 |
| B1. | Monochrome "Keith Litman's Big City Vocal Mix" (monochrome) | 9:34 |

## Interprétations à la télévision
Monochrome 
- Music Station (13 août 1999)
- J-Pop Night Channel A (17 août 1999)

Too Late 
- Hey! Hey! Hey! Music Champ (16 août 1999)
- J-Pop Night Channel A (17 août 1999)
- Velfarre (24 octobre 1999)

Trauma 
- J-Pop Night Channel A (17 août 1999)
- Utaban (2 septembre 1999)
- Velfarre (24 octobre 1999)

End Roll 
- J-Pop Night Channel A (17 août 1999)
- Velfarre (24 septembre 1999)
- Pop Jam (13 novembre 1999)
- Hit MMM (30 décembre 1999)